# 奥克先·利索维
奥克先·瓦西里耶维奇·利索维（烏克蘭語：Оксен Васильович Лісовий；1972年7月21日—），乌克兰政治人物，自2023年3月21日起担任乌克兰教育和科学部部长。